# Fujian
Fujian (en chino, 福建; pinyin, Fújiànⓘ; pe̍h-ōe-jī, Hok-kiànⓘ) es una provincia de la República Popular China. Su capital es Fuzhou. Situada al este del país, limita con Zhejiang, el mar de la China Meridional, Cantón y Jiangxi.
Ocupa un área de 123 900 km² y su población en 2022 era de casi 41,88 millones de habitantes. Una parte de la provincia, en concreto los archipiélagos de Quemoy y Matsu, está bajo la administración directa del gobierno de la República de China (en Taiwán).

## Historia

### Prehistoria
Recientes descubrimientos arqueológicos en 2011 demuestran que Fujian había entrado en el Neolítico a mediados del sexto milenio antes de Cristo. En el yacimiento de Keqiutou (7450-5590 a. C.), un yacimiento del Neolítico temprano en la isla de Pingtan, situado a unos 70 kilómetros (43 mi) al sureste de Fuzhou, se han desenterrado numerosas herramientas de piedra, conchas, huesos, jades y cerámica (incluida la cerámica fabricada con torno), junto con ruecas, lo que constituye una prueba definitiva de que se tejía.
El yacimiento de Tanshishan (曇石山) (5500-4000 a. C.), en los suburbios de Fuzhou, abarca el Neolítico y el Calcolítico, y en él se encontraron edificios circulares semienterrados en el nivel inferior. El yacimiento de Huangtulun (黃土崙) (ca.1325 a. C.), también en los suburbios de Fuzhou, era de la Edad del Bronce.
Tianlong Jiao (2013) señala que el Neolítico apareció en la costa de Fujian alrededor del 6000 a. C. Durante el Neolítico, la costa de Fujian tenía una baja densidad de población, que dependía sobre todo de la pesca y la caza, junto con una agricultura limitada.
Hubo cuatro grandes culturas neolíticas en la costa de Fujian, siendo las más tempranas las que se originaron en el norte, en la costa de Zhejiang.
- Cultura Keqiutou (壳丘头文化; c. 6000-5500 BP, o c. 4050-3550 BC)
- Cultura Tanshishan (昙石山文化; c. 5000-4300 a. C., o c. 3050-2350 a. C.)
- Cultura Damaoshan (大帽山文化; c. 5000-4300 a. C.)
- Cultura Huangguashan (黄瓜山文化; c. 4300-3500 BP, o c. 2350-1550 AC)

Hubo dos culturas neolíticas importantes en el interior de Fujian, que eran muy distintas de las culturas neolíticas costeras de Fujian. Se trata de la cultura Niubishan (牛鼻山文化) de hace 5000 a 4000 años, y la cultura Hulushan (葫芦山文化) de 2050 a 1550 a. C.

### Cinco Dinastías y los Diez Reinos
Cuando la dinastía Tang llegó a su fin, China se desgarró en el periodo de las Cinco Dinastías y los Diez Reinos. Durante esta época, una segunda gran oleada de inmigración llegó al refugio de Fujian, liderada por el general Wang, que estableció un reino independiente de Min con capital en Fuzhou. Sin embargo, tras la muerte del rey fundador, el reino sufrió luchas internas y pronto fue absorbido por Tang del Sur, otro reino meridional.
Partes del norte de Fujian fueron conquistadas por el reino de Wuyue al norte también, incluyendo la capital de Min, Fuzhou.
La ciudad de Quanzhou se convirtió en un puerto marítimo bajo el reinado del Reino Min y fue el mayor puerto marítimo del mundo. Durante un largo periodo de tiempo su población fue también mayor que la de Fuzhou.
Qingyuan Jiedushi era una oficina militar/de gobierno creada en 949 por el segundo emperador de Tang del Sur, Li Jing, para el señor de la guerra Liu Congxiao, que nominalmente se sometía a él pero controlaba las prefecturas de Quan (泉州, en la moderna Quanzhou, Fujian) y Zhang (漳州, en la moderna Zhangzhou, Fujian) en independencia de facto del estado de Tang del Sur. (La prefectura de Zhang fue, en ocasiones durante la existencia del circuito, también conocida como prefectura de Nan (南州). A partir del año 960, además de estar nominalmente sometido a Tang del Sur, el circuito de Qingyuan también lo estaba a Song, que a su vez se había convertido en el señor nominal de Tang del Sur.
Tras la muerte de Liu, el circuito fue gobernado brevemente por su sobrino biológico/hijo adoptivo Liu Shaozi, que fue derrocado por los oficiales Zhang Hansi y Chen Hongjin. Zhang gobernó entonces el circuito brevemente, antes de que Chen lo depusiera y tomara el mando. En 978, con la determinación de Song de unificar las tierras chinas en pleno orden, Chen decidió que no podía seguir siendo independiente de facto, y ofreció el control del circuito al emperador Taizong de Song, poniendo fin al circuito de Qingyuan como entidad independiente de facto.

### Dinastía Qing
Los últimos años de la dinastía Ming y los primeros de la Qing a mediados del siglo XVII simbolizaron una época de gran afluencia de refugiados y otros 20 años de prohibición del comercio marítimo bajo el emperador Kangxi, una medida destinada a contrarrestar el gobierno Ming de refugio de Koxinga en la isla de Taiwán.
La prohibición marítima aplicada por los Qing obligó a mucha gente a evacuar la costa para privar de recursos a los leales a los Ming de Koxinga. Esto ha dado lugar al mito de que fue porque los manchúes tenían "miedo al agua".
La llegada de refugiados no se tradujo en una fuerza de trabajo importante, debido a su reemigración a regiones prósperas de Guangdong. En 1683, la dinastía Qing conquistó Taiwán en la batalla de Penghu y la anexionó a la provincia de Fujian, como prefectura de Taiwán. Muchos más chinos Han se asentaron entonces en Taiwán. Hoy, la mayoría de los taiwaneses son descendientes de los hokkien del sur de Fujian. Fujian y Taiwán eran originalmente una sola provincia (provincia de Fujian-Taiwán), pero a partir de 1885 se dividieron en dos provincias separadas.
En la década de 1890, los Qing cedieron Taiwán a Japón a través del Tratado de Shimonoseki tras la primera guerra sino-japonesa. En 1905-1907, Japón hizo propuestas para ampliar su esfera de influencia e incluir a Fujian. Japón intentaba obtener préstamos franceses y también evitar la política de puertas abiertas. París concedió préstamos con la condición de que Japón respetara los principios de la Puerta Abierta y no violara la integridad territorial de China.

### Etapa republicana

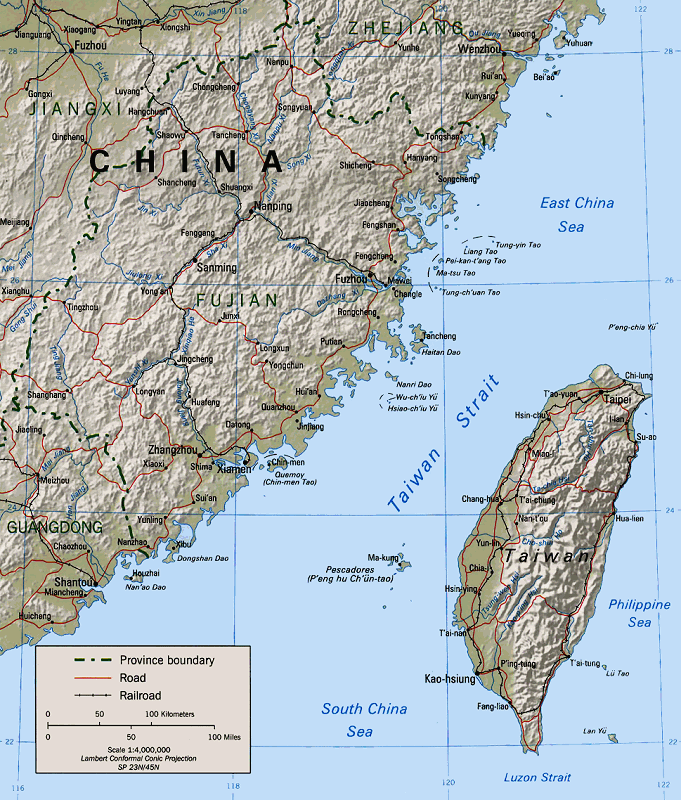
Mapa del estrecho de Taiwán, donde a la izquierda se observa Fujian

La revolución de Xinhai derrocó a la dinastía Qing e hizo que la provincia pasara a ser gobernada por la República de China.
Fujian estableció brevemente el Gobierno Popular de Fujian independiente en 1933. Volvió a ser controlada por la República de China en 1934.
Fujian sufrió un bloqueo marítimo japonés durante la Segunda Guerra Mundial.
Tras la guerra civil china, la República Popular China unificó el país y se hizo con la mayor parte de Fujian, excluyendo las islas Quemoy y Matsu.
En sus inicios, el desarrollo relativamente lento de Fujian en comparación con el resto de China ha resultado ser una bendición para la ecología de la provincia. En la actualidad, la provincia tiene el mayor índice de cobertura forestal y la biosfera más diversa de China.
El desarrollo ha ido acompañado de una gran afluencia de población procedente de las zonas superpobladas del norte y el oeste de Fujian, y gran parte de las tierras de labranza y los bosques, así como los lugares del patrimonio cultural, como los templos del rey Wuzhu, han dado paso a omnipresentes edificios de gran altura. Fujian se enfrenta al reto de mantener el desarrollo y, al mismo tiempo, preservar su patrimonio natural y cultural.

## División administrativa
La provincia de Fujian administra 1 ciudad-subprovincia y 8 ciudades prefectura; Kinmen es reclamada a Taiwán por parte de China para que forme parte de la ciudad-prefectura de Quanzhou.
| Fuzhou Xiamen Putian Sanming Quanzhou Zhangzhou Nanping Longyan Ningde                                                |                     |             |                           |                     |            |            |                  |
| Código de división | División            | Área en km2 | Población (censo de 2010) | Sede                | Divisiones | Divisiones | Divisiones       |
| Código de división | División            | Área en km2 | Población (censo de 2010) | Sede                | Distritos  | Condados   | Ciudades-condado |
| 350000 | Fujian Province     | 121400.00   | 36 894 217                | Fuzhou city         | 29         | 44         | 12               |
| 350100 | Ciudad de Fuzhou    | 12155.46    | 7 115 369                 | Gulou District      | 6          | 6          | 1                |
| 350200 | Ciudad de Xiamen    | 1699.39     | 3 531 347                 | Siming District     | 6          |            |                  |
| 350300 | Ciudad de Putian    | 4119.02     | 2 778 508                 | Chengxiang District | 4          | 1          |                  |
| 350400 | Ciudad de Sanming   | 22928.79    | 2 503 388                 | Sanyuan District    | 2          | 9          | 1                |
| 350500 | Ciudad de Quanzhou  | 11245.00    | 8 128 533                 | Fengze District     | 4          | 5*         | 3                |
| 350600 | Ciudad de Zhangzhou | 12873.33    | 4 809 983                 | Longwen District    | 2          | 8          | 1                |
| 350700 | Ciudad de Nanping   | 26280.54    | 2 645 548                 | Jianyang District   | 2          | 5          | 3                |
| 350800 | Ciudad de Longyan   | 19028.26    | 2 559 545                 | Xinluo District     | 2          | 4          | 1                |
| 350900 | Ciudad de Ningde    | 13452.38    | 2 821 996                 | Jiaocheng District  | 1          | 6          | 2                |
| Ciudades subprovinciales * - incluyendo el condado de Kinmen, ROC (Taiwán). Reclamado por la República Popular China. |                     |             |                           |                     |            |            |                  |

### Áreas urbanas
| Población por zonas urbanas de las prefecturas y ciudades de condado (censo de 2010) | Población por zonas urbanas de las prefecturas y ciudades de condado (censo de 2010) | Población por zonas urbanas de las prefecturas y ciudades de condado (censo de 2010) | Población por zonas urbanas de las prefecturas y ciudades de condado (censo de 2010) | Población por zonas urbanas de las prefecturas y ciudades de condado (censo de 2010) |
| #                                                                                    | Ciudad                                                                               | Área urbana                                                                          | Área distrital                                                                       | Ciudad propiamente dicha                                                             |
| ------------------------------------------------------------------------------------ | ------------------------------------------------------------------------------------ | ------------------------------------------------------------------------------------ | ------------------------------------------------------------------------------------ | ------------------------------------------------------------------------------------ |
| 1                                                                                    | Xiamen                                                                               | 3 119 110                                                                            | 3 531 347                                                                            | 3 531 347                                                                            |
| 2                                                                                    | Fuzhou                                                                               | 2 824 414                                                                            | 2 921 762                                                                            | 7 115 369                                                                            |
| (2)                                                                                  | Fuzhou (nuevo distrito)                                                              | 278 007                                                                              | 682 626                                                                              | véase Fuzhou                                                                         |
| 3                                                                                    | Jinjiang                                                                             | 1 172 827                                                                            | 1 986 447                                                                            | véase Quanzhou                                                                       |
| 4                                                                                    | Quanzhou                                                                             | 1 154 731                                                                            | 1 435 185                                                                            | 8 128 533                                                                            |
| 5                                                                                    | Putian                                                                               | 1 107 199                                                                            | 1 953 801                                                                            | 2 778 508                                                                            |
| 6                                                                                    | Nan'an                                                                               | 718 516                                                                              | 1 418 451                                                                            | véase Quanzhou                                                                       |
| 7                                                                                    | Zhangzhou                                                                            | 614 700                                                                              | 705 649                                                                              | 4 809 983                                                                            |
| 8                                                                                    | Fuqing                                                                               | 470 824                                                                              | 1 234 838                                                                            | véase Fuzhou                                                                         |
| 9                                                                                    | Shishi                                                                               | 469 969                                                                              | 636 700                                                                              | véase Quanzhou                                                                       |
| 10                                                                                   | Longyan                                                                              | 460 086                                                                              | 662 429                                                                              | 2 559 545                                                                            |
| (10)                                                                                 | Longyan (nuevo distrito)                                                             | 136 496                                                                              | 362 658                                                                              | véase Longyan                                                                        |
| 11                                                                                   | Longhai                                                                              | 422 993                                                                              | 877 762                                                                              | véase Zhangzhou                                                                      |
| 12                                                                                   | Sanming                                                                              | 328 766                                                                              | 375 497                                                                              | 2 503 388                                                                            |
| 13                                                                                   | Fu'an                                                                                | 326 019                                                                              | 563 640                                                                              | véase Ningde                                                                         |
| 14                                                                                   | Nanping                                                                              | 301 370                                                                              | 467 875                                                                              | 2 645 548                                                                            |
| (14)                                                                                 | Nanping (nuevo distrito)                                                             | 150 756                                                                              | 289 362                                                                              | véase Nanping                                                                        |
| 15                                                                                   | Fuding                                                                               | 266 779                                                                              | 276 740                                                                              | véase Ningde                                                                         |
| 16                                                                                   | Ningde                                                                               | 252 497                                                                              | 429 260                                                                              | 2 821 996                                                                            |
| 17                                                                                   | Yong'an                                                                              | 213 732                                                                              | 347 042                                                                              | véase Sanming                                                                        |
| 18                                                                                   | Jian'ou                                                                              | 192 557                                                                              | 231 583                                                                              | véase Nanping                                                                        |
| 19                                                                                   | Shaowu                                                                               | 183 457                                                                              | 140 818                                                                              | véase Nanping                                                                        |
| 20                                                                                   | Wuyishan                                                                             | 122 801                                                                              | 121 317                                                                              | véase Nanping                                                                        |
| 21                                                                                   | Zhangping                                                                            | 113 739                                                                              | 126 611                                                                              | véase Longyan                                                                        |

## Geografía

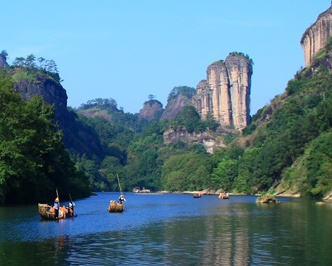
Montañas Wuyi.

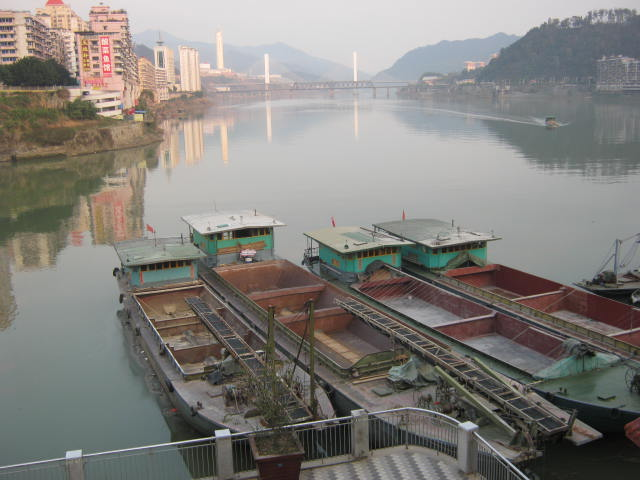
Río Min en Nanping.

La provincia es mayoritariamente montañosa y tradicionalmente se dice que tiene "ocho partes de montaña, una de agua y una de tierra de cultivo" (八山一水一分田). El noroeste es más alto en altitud, con las montañas Wuyi formando la frontera entre Fujian y Jiangxi. Es la región administrativa de nivel provincial más boscosa de China, con una tasa de cobertura forestal del 62,96% en 2009. El punto más alto de Fujian es el monte Huanggang, en las montañas Wuyi, con una altitud de 2.158 metros.
Fujian da al Mar de China Oriental al este, al Mar de China Meridional al sur y al Estrecho de Taiwán al sureste. La costa es escarpada y tiene muchas bahías e islas. Las principales islas son Quemoy (también conocida como Kinmen, controlada por la República de China), la isla de Haitan y la de Nanri. La isla de Meizhou ocupa un lugar central en el culto a la diosa Matsu, la deidad patrona de los marineros chinos.
El río Min y sus afluentes atraviesan gran parte del norte y centro de Fujian. Otros ríos son el Jin y el Jiulong. Debido a su accidentada topografía, Fujian tiene muchos acantilados y rápidos.
Fujian está separada de Taiwán por el estrecho de Taiwán, de 180 kilómetros de ancho. Algunas de las pequeñas islas del estrecho de Taiwán también forman parte de la provincia. Las islas de Kinmen y Matsu están bajo la administración de la República de China.
Fujian contiene varias fallas, resultado de la colisión entre la placa asiática y la placa del mar de Filipinas. Las zonas de fallas Changle-Naoao y Longan-Jinjiang de esta zona tienen tasas de desplazamiento anuales de 3 a 5 mm. Podrían causar grandes terremotos en el futuro.
Fujian tiene un clima subtropical, con inviernos suaves. En enero, las regiones costeras tienen una media de entre 7 y 10 °C (45-50 °F), mientras que las colinas tienen una media de entre 6 y 8 °C (43-46 °F). En verano, las temperaturas son altas y la provincia está amenazada por los tifones que llegan del Pacífico. La precipitación media anual es de 1.400-2.000 milímetros.

## Economía

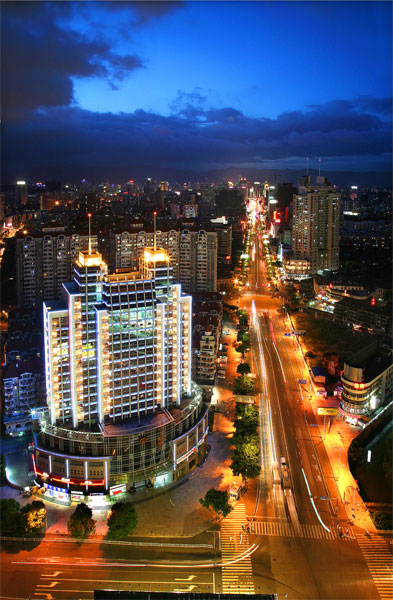
Fuzhou, capital y ciudad más grande de la provincia.

Fujian es una de las provincias más prósperas, con muchas industrias que abarcan la producción de té, la confección de ropa y los fabricantes de artículos deportivos, como Anta, 361 Degrees, Xtep, Peak Sport Products y Septwolves. Muchas empresas extranjeras operan en Fujian. Entre ellas están Boeing, Dell, GE, Kodak, Nokia, Siemens, Swire, TDK y Panasonic.
En cuanto a la superficie agrícola, Fujian es montañosa y las tierras de cultivo son escasas. El arroz es el principal cultivo, complementado por la batata y el trigo y la cebada. Los cultivos comerciales son la caña de azúcar y la colza. Fujian es la primera provincia de China en producción de longan, y también es un importante productor de lichis y té. El marisco es otro producto importante, con una producción de mariscos especialmente destacada.
Debido a su situación geográfica con Taiwán, Fujian ha sido considerada la primera línea de batalla en una posible guerra entre la China continental y Taiwán. De ahí que recibiera muchas menos inversiones del gobierno central chino y se desarrollara mucho más lentamente que el resto de China antes de 1978. Desde 1978, cuando China se abrió al mundo, Fujian ha recibido importantes inversiones de fujianos de todo el mundo, taiwaneses y extranjeros. Hoy en día, Fujian es una de las provincias más ricas de China.
El Triángulo de Oro de Minnan, que incluye Xiamen, Quanzhou y Zhangzhou, representa el 40% del PIB de la provincia de Fujian.
La provincia de Fujian será la principal beneficiaria económica de la apertura del transporte directo con Taiwán, que comenzó el 15 de diciembre de 2008. Esto incluye vuelos directos desde Taiwán a las principales ciudades de Fujian, como Xiamen y Fuzhou. Además, los puertos de Xiamen, Quanzhou y Fuzhou mejorarán sus infraestructuras portuarias para aumentar el comercio económico con Taiwán.
Fujian es la sede de la Feria Internacional de Inversión y Comercio de China, que se celebra anualmente. Se celebra en Xiamen para promover la inversión extranjera para toda China.

## Transporte

### Carreteras

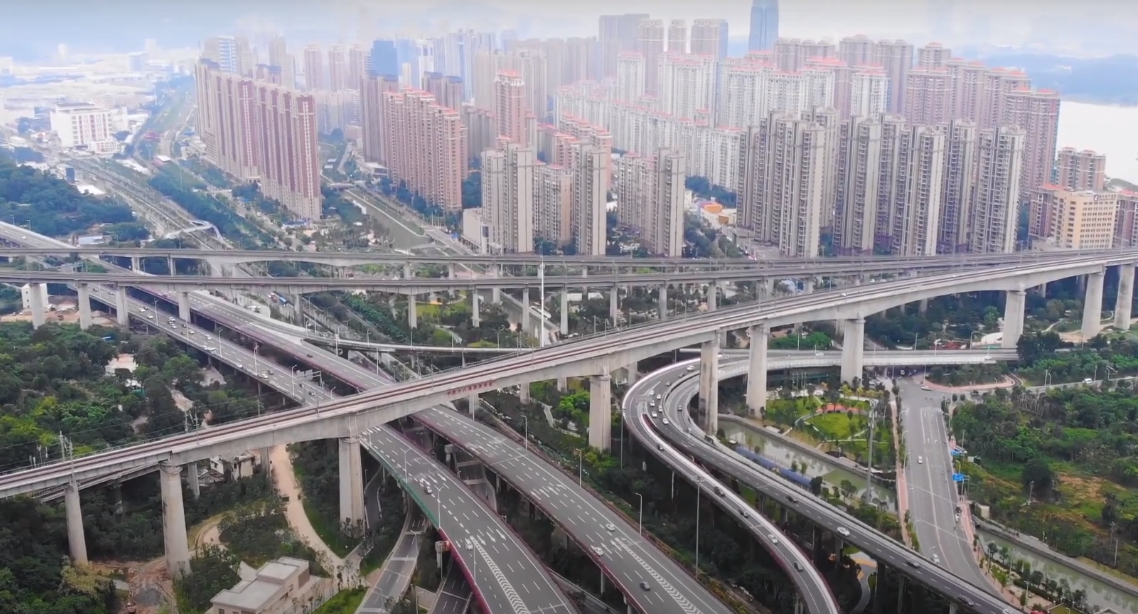
Intercambiador vial en Kuiqi, Fuzhou.

En 2012, había 54.876 kilómetros de carreteras en Fujian, incluidos 3.500 kilómetros de autopistas. Los principales proyectos de infraestructuras de los últimos años han sido la autopista Zhangzhou-Zhaoan (624 millones de dólares) y la autopista Sanmingshi-Fuzhou (1.400 millones de dólares). El 12.º Plan Quinquenal, que abarca el periodo de 2011 a 2015, pretende duplicar la longitud de las autopistas de la provincia hasta alcanzar los 5.500 kilómetros.

### Ferrocarriles

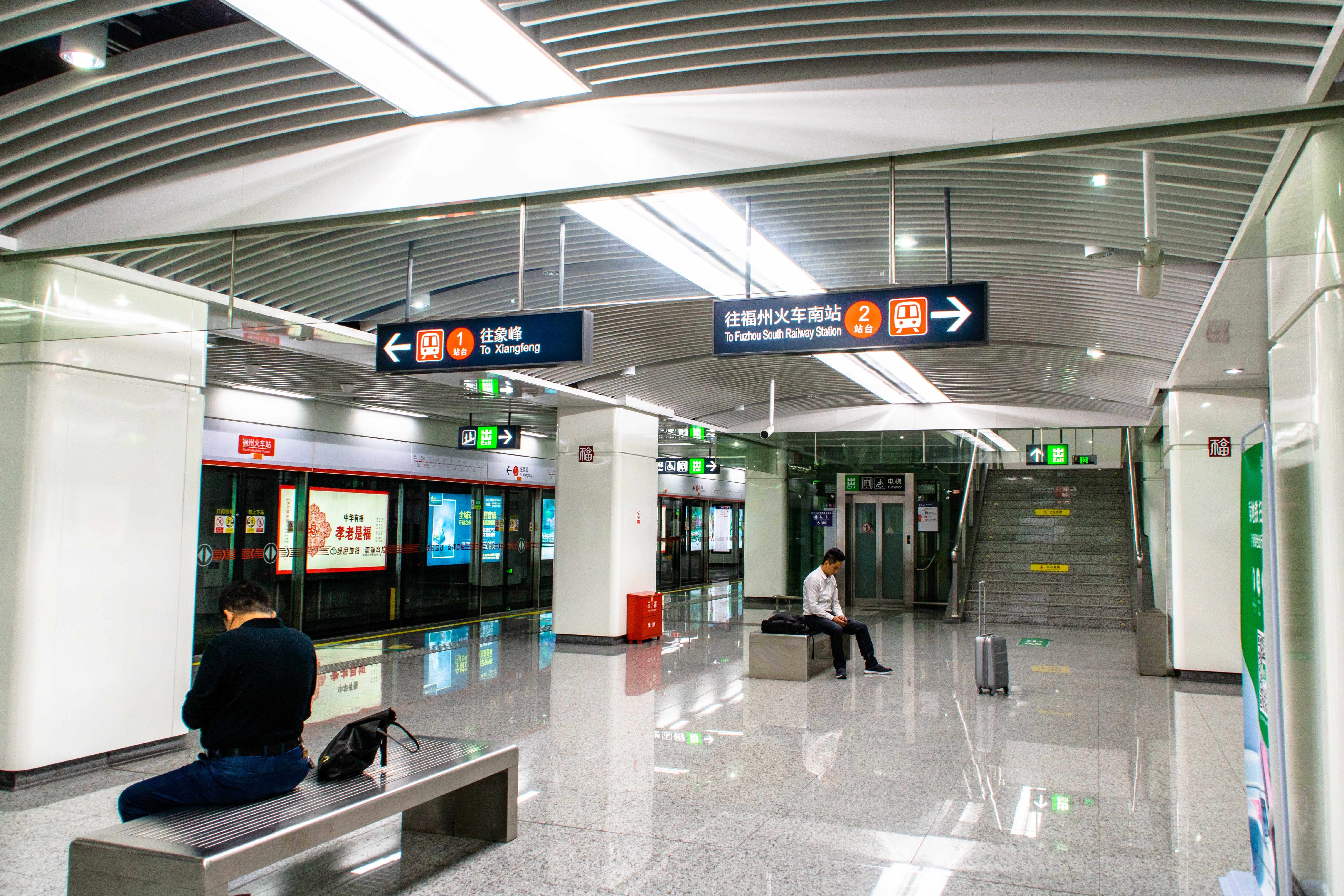
Línea 1 del Metro de Fuzhou.

Debido al terreno montañoso de Fujian y a su tradicional dependencia del transporte marítimo, el ferrocarril llegó a la provincia relativamente tarde. Los primeros enlaces ferroviarios con las provincias vecinas de Jiangxi, Guangdong y Zhejiang se abrieron, respectivamente, en 1959, 2000 y 2009. Desde octubre de 2013, Fujian tiene cuatro enlaces ferroviarios con Jiangxi, al noroeste: el ferrocarril Yingtan-Xiamen (inaugurado en 1957), el ferrocarril Hengfeng-Nanping (1998), el ferrocarril Ganzhou-Longyan (2005) y el ferrocarril de alta velocidad Xiangtang-Putian (2013). El único enlace ferroviario de Fujian con Guangdong al oeste, el ferrocarril Zhangping-Longchuan (2000), se unirá al ferrocarril de alta velocidad Xiamen-Shenzhen (línea Xiashen) a finales de 2013. La línea Xiashen constituye el tramo más meridional del corredor ferroviario de alta velocidad de la costa sureste de China. Los tramos Wenzhou-Fuzhou y Fuzhou-Xiamen de este corredor entraron en funcionamiento en 2009 y unen Fujian con Zhejiang con trenes que circulan a velocidades de hasta 250 km/h.
Dentro de Fujian, las ciudades costeras y del interior están conectadas por los ferrocarriles Nanping-Fuzhou (1959), Zhangping-Quanzhou-Xiaocuo (2007) y Longyan-Xiamen, (2012).

### Aire

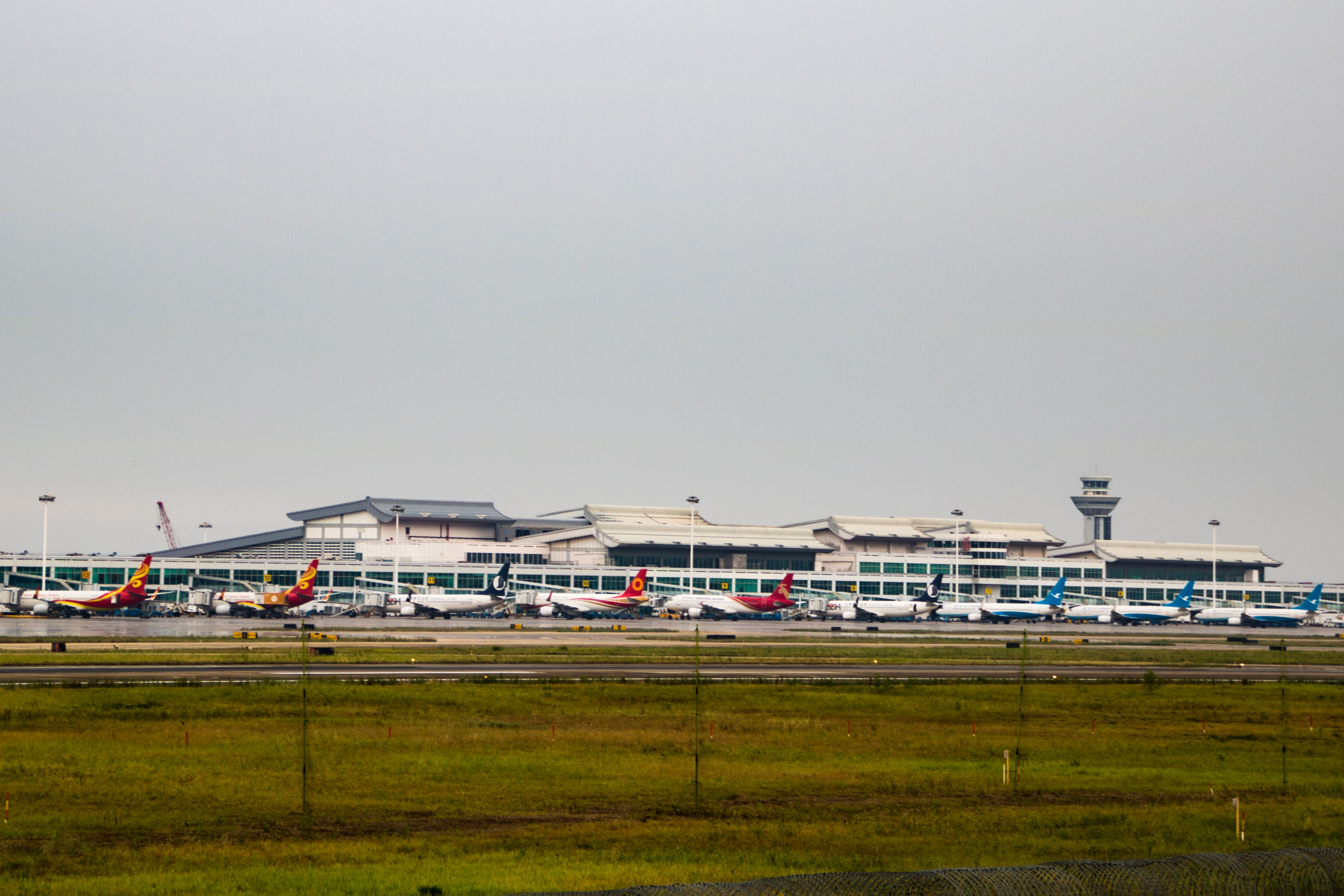
Vista de la pista de aterrizaje del Aeropuerto Internacional de Fuzhou-Changle.

Los principales aeropuertos son el Aeropuerto Internacional de Fuzhou-Changle, el Aeropuerto Internacional de Xiamen-Gaoqi, el Aeropuerto Internacional de Quanzhou-Jinjiang, el Aeropuerto de Nanping-Wuyishan, el Aeropuerto de Longyan Guanzhishan y el Aeropuerto de Sanming Shaxian. Xiamen tiene capacidad para 15,75 millones de pasajeros en 2011. Fuzhou puede atender a 6,5 millones de pasajeros al año y tiene una capacidad de carga de más de 200.000 toneladas. El aeropuerto ofrece conexiones directas con 45 destinos, incluyendo rutas internacionales a Japón, Malasia, Tailandia, Singapur y Hong Kong.

## Cultura

### Lenguaje y arte

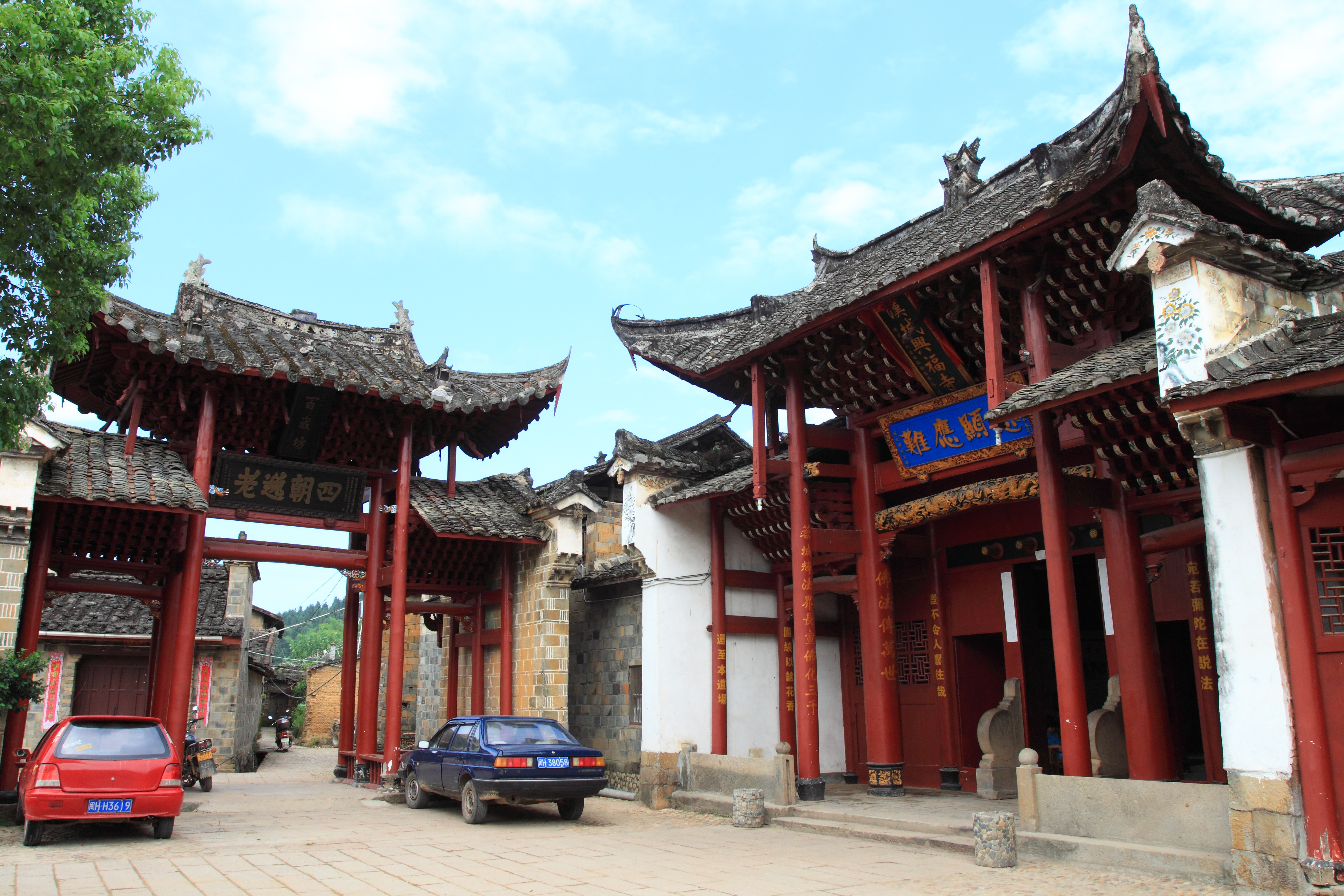
Templo antiguo en Wuyishan.

Debido a su naturaleza montañosa y a las oleadas de migración desde el centro de China y a la asimilación de numerosos grupos étnicos extranjeros, como los comerciantes marítimos, a lo largo de la historia, Fujian es uno de los lugares con mayor diversidad cultural y lingüística de China. Los dialectos locales pueden llegar a ser ininteligibles en un radio de 10 kilómetros, y las culturas regionales y la composición étnica también pueden ser completamente diferentes entre sí. Esto se refleja en la expresión de que "si conduces cinco millas en Fujian la cultura cambia, y si conduces diez millas, lo hace el idioma". La mayoría de las variedades habladas en Fujian se asignan a una amplia categoría Min. Una clasificación reciente subdivide el min en
- Min oriental (el antiguo grupo del norte), que incluye el dialecto de Fuzhou
- Min del Norte, hablado en las zonas interiores del norte
- Pu-Xian, hablado en las zonas costeras centrales
- Min central, hablado en el oeste de la provincia
- Shao-Jiang, hablado en el noroeste
- Min del Sur, que incluye el dialecto de Amoy y el taiwanés

La séptima subdivisión del Min, el Qiong Wen, no se habla en Fujian. El hakka, otra subdivisión del chino hablado, es hablado en los alrededores de Longyan por la población hakka que vive allí.
Al igual que en otras provincias, la lengua oficial en Fujian es el mandarín, que se utiliza para la comunicación entre personas de diferentes localidades, aunque los habitantes de Fujian siguen conversando en sus lenguas y dialectos nativos respectivamente.
Varias regiones de Fujian tienen su propia forma de ópera china. La ópera Min es popular en los alrededores de Fuzhou; la Gaojiaxi en los alrededores de Jinjiang y Quanzhou; la Xiangju en los alrededores de Zhangzhou; la Nanqu de Fujian en todo el sur, y la Puxianxi en los alrededores de Putian y el condado de Xianyou.

### Cocina

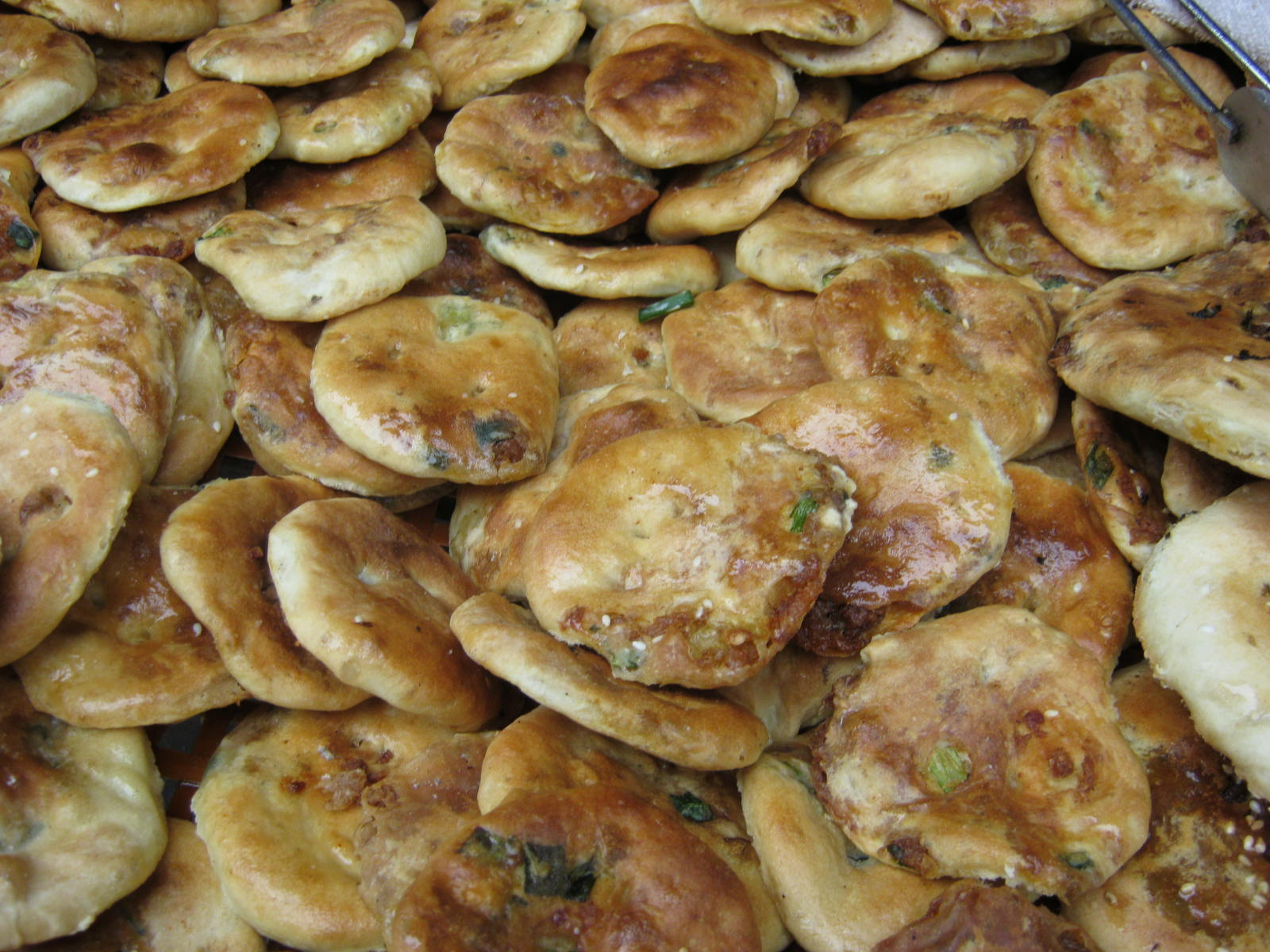
Kompyang (房村光餅), un tipo de pan encebollado vendido como comida callejera.

La cocina de Fujian, con énfasis en el marisco, es una de las ocho grandes tradiciones de la cocina china. Se compone de tradiciones de varias regiones, como la cocina de Fuzhou y la de Min Nan. El plato más prestigioso es el Fotiaoqiang (literalmente "Buda salta el muro"), un plato complejo que utiliza muchos ingredientes, como la aleta de tiburón, el pepino de mar, el abulón y el vino Shaoxing (un tipo de bebida alcohólica china).
Muchos tés conocidos son originarios de Fujian, como el oolong, el Wuyi Yancha, el Lapsang souchong y el té de jazmín de Fuzhou. De hecho, las técnicas de procesamiento de las tres clases principales de té, a saber, el oolong, el té blanco y el té negro, se desarrollaron en la provincia. La ceremonia del té de Fujian es una forma elaborada de preparar y servir el té. De hecho, la palabra inglesa "tea" está tomada del hokkien de las lenguas Min Nan. El mandarín y el cantonés pronuncian la palabra chá.

## Educación

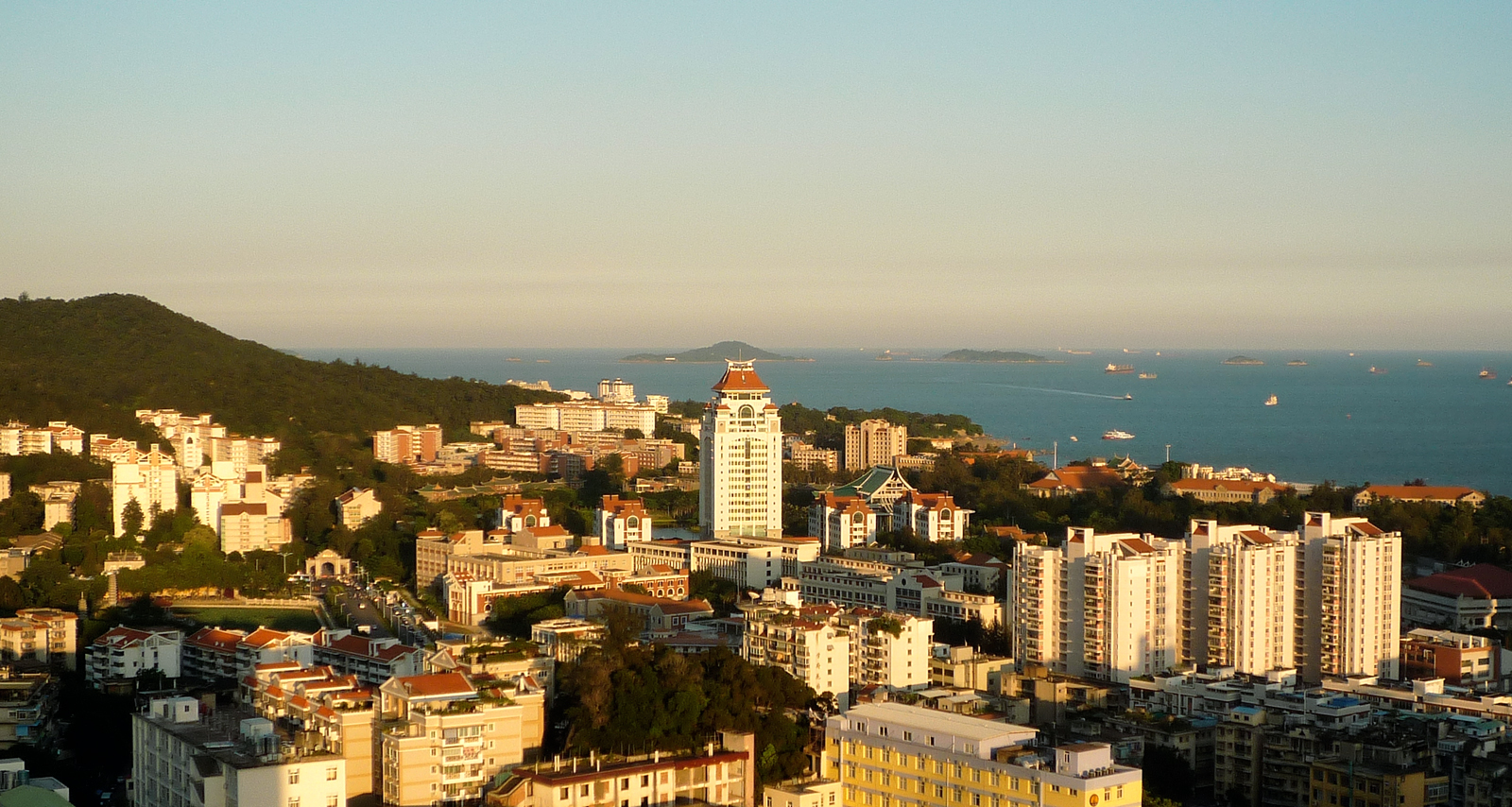
Vista panorámica de la Universidad de Xiamen, con el nuevo campus en primer plano y el campus original cerca de la playa

### Escuelas secundarias
- Fuzhou No.1 Middle School
- Fuzhou No.3 Middle School
- The Affiliated High School Of Fujian Normal University
- Fuzhou No.8 Middle School
- Fuzhou Gezhi High School
- Fuzhou No.2 Middle School
- Fuzhou No.4 Middle School
- Fuzhou Senior High School
- Fuzhou Pingdong Middle School
- Quanzhou No.5 Middle School
- Xiamen Shuangshi High School
- Xiamen No.1 Middle School
- Xiamen Foreign Language School

### Colegios y universidades

#### Nacional
- Universidad de Xiamen (fundada en 1921, también conocida como Universidad de Amoy, "proyecto 985", "proyecto 211") (Xiamen)
- Huaqiao University (Quanzhou y Xiamen)

#### Provincial
- Fuzhou University (fundada en 1958, una de las Universidades clave del "proyecto 211") (Fuzhou)
- Fujian Agriculture and Forestry University (Fuzhou)
- Fujian College of Traditional Chinese Medicine (Fuzhou)
- Fujian Medical University (Fuzhou)
- Fujian Normal University (fundada en 1907) (Fuzhou)
- Fujian University of Technology (Fuzhou)
- Xiamen University (Xiamen)
- Jimei University (Xiamen)
- Xiamen University of Technology (Xiamen)
- Longyan University (Longyan)
- Minnan Normal University (Zhangzhou)
- Minjiang University (Fuzhou)
- Putian University (Putian)
- Quanzhou Normal College (Quanzhou)
- Wuyi University (Wuyishan)
- Yang-en University (Quanzhou)